# Legionovia 2012-2013
Questa voce raccoglie le informazioni riguardanti il Legionovia nelle competizioni ufficiali della stagione 2012-2013.

## Organigramma societario
Area direttiva
- Presidente: Sławomir Supa

Area tecnica
- Allenatore: Wojciech Lalek

## Rosa
| N° | Nome                  | Ruolo | Data di nascita   | Nazionalità sportiva |
| -- | --------------------- | ----- | ----------------- | -------------------- |
| 2  | Małgorzata Cieśla     | S/O   | 15 giugno 1986    | Polonia              |
| 4  | Magdalena Saad        | L     | 14 maggio 1985    | Polonia              |
| 6  | Barbara Bawoł         | S     | 28 maggio 1986    | Polonia              |
| 7  | Anna Sołodkowicz      | S     | 15 febbraio 1984  | Polonia              |
| 8  | Małgorzata Skorupa    | C     | 16 settembre 1984 | Polonia              |
| 9  | Ilona Gierak          | S     | 28 ottobre 1988   | Polonia              |
| 10 | Natallia Maciečyk     | C     | 22 gennaio 1985   | Bielorussia          |
| 11 | Kinga Baran           | P     | 29 aprile 1982    | Polonia              |
| 12 | Iga Chojnacka         | S     | 21 aprile 1994    | Polonia              |
| 13 | Marta Łukaszewska     | S/O   | 11 marzo 1982     | Polonia              |
| 14 | Kryscina Michajlienka | S/O   | 26 marzo 1992     | Bielorussia          |
| 15 | Gergana Marinova      | P     | 11 dicembre 1987  | Bulgaria             |
| 16 | Katarzyna Jóźwicka    | S/O   | 24 settembre 1984 | Polonia              |
| 17 | Karolina Dąbkowska    | L     | 30 aprile 1994    | Polonia              |
| 18 | Marta Siwka           | L     | 24 giugno 1986    | Polonia              |